# 法蘭索瓦-路易·德·波旁-孔蒂
法蘭索瓦-路易·德·波旁-孔蒂（法語：François-Louis de Bourbon-Conti，1664年4月30日—1709年2月22日），孔蒂親王，阿爾芒·德·波旁的幼子。

## 家庭
1688年，弗朗索瓦-路易與瑪麗·特蕾莎·德·波旁結婚，兩人共有1子2女：
1. 瑪麗-安妮（英语：Marie Anne de Bourbon (1689–1720)）（1689年—1720年）
2. 路易-阿曼德（1695年—1727年）
3. 路易絲-阿黛拉伊德（英语：Louise Adélaïde de Bourbon (1696–1750)）（1696年—1750年）